# (400135) 2006 UB178
(400135) 2006 UB178 es un asteroide perteneciente al cinturón de asteroides, descubierto el 16 de octubre de 2006 por el equipo del Catalina Sky Survey desde el Catalina Sky Survey, Arizona, Estados Unidos.

## Designación y nombre
Designado provisionalmente como 2006 UB178.

## Características orbitales
2006 UB178 está situado a una distancia media del Sol de 2,605 ua, pudiendo alejarse hasta 3,235 ua y acercarse hasta 1,975 ua. Su excentricidad es 0,241 y la inclinación orbital 5,948 grados. Emplea 1536,25 días en completar una órbita alrededor del Sol.

## Características físicas
La magnitud absoluta de 2006 UB178 es 17,2.